# Крейг Свіні
Крейґ Свіні (англ. Craig Sweeny) — американський сценарист, продюсер та режисер.

## Кар'єра
Крейґ Свіні брав участь у створенні серіалу «Медіум» (2005-2011) як режисер, сценарист та продюсер. 
Написав сценаріїв до серіалів: «Елементарно» (2012-2014), «4400» (2004-2007), «Доктор Вегас» (2004-2005).
Крейґ Свіні був продюсера серіалів «Елементарно» (2012-2014), «4400» (2004-2007), «Плеймейкери» (2003).

## Фільмографія
| Рік       | Назва (укр.)                      | Назва (англ.) | Режисер    | Продюсер   | Сценарист  | Актор     |
| --------- | --------------------------------- | ------------- | ---------- | ---------- | ---------- | --------- |
| 2003      | «Плеймейкери»                     | Playmakers    |            | Так [ 1 ]  |            |           |
| 2004—2005 | «Доктор Вегас»                    | Dr. Vegas     |            |            | Так [ 2 ]  |           |
| 2004—2007 | «4400»                            | The 4400      |            | Green tick | Так [ 3 ]  |           |
| 2005—2010 | «Медіум»                          | Medium        | Green tick | Green tick | Так [ 4 ]  |           |
| 2011—2012 | «Спільна справа»                  | Common Law    |            | Green tick | Так [ 5 ]  |           |
| 2012—2016 | «Елементарно»                     | Elementary    |            | Green tick | Green tick |           |
| 2015—2016 | «Області темряви»                 | Limitless     |            |            | Green tick | Так [ 6 ] |
| 2019      | «Зоряний шлях: Дискавері, сезон 1 |               |            |            |            |           |